# Nana Plaza

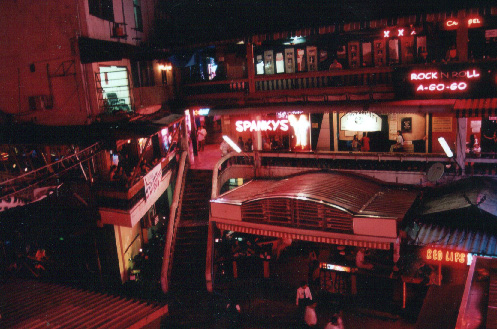
Nana Plaza bei Nacht

Nana Plaza (offiziell Nana Entertainment Plaza, abgekürzt NEP) ist ein Rotlichtviertel in Bangkok, Thailand.
Es befindet sich an der Seitenstraße Soi 4 (Soi Nana Tai) der Sukhumvit Road gegenüber dem Nana Hotel.
Nana Plaza hat die Form eines quadratischen Platzes, um den herum dreigeschossige Gebäude eng beieinander gebaut sind und die mit einer zweistöckigen Galerie verbunden sind.
Ursprünglich war der Ort in den 1970er und 1980er Jahren ein Komplex mit Restaurants und Imbissen. Erst in den 1980er Jahren eröffneten die ersten Gogo-Bars. Gegenwärtig besteht der Komplex praktisch ausschließlich aus derartigen Etablissements.

## In der Literatur
In Cold Hit, dem sechsten Band der Vincent-Calvino-Reihe von Christopher G. Moore, spielt dieser Ort eine zentrale Rolle. Für die deutsche Übersetzung wurde Nana Plaza als Titel gewählt.